# Nicholas Cook
Nicholas Cook (5 de junio de 1950) es un musicólogo británico nacido en Atenas, donde pasó su infancia. Su primer licenciatura es de historia e historia del arte, mientras que su segundo título es de historia de la música. Cook ha sido profesor, (decano en artes) en universidades como la de Hong Kong, Sídney y Southhampton.
Hasta 2009 fue profesor de música en el Royal Holloway, Universidad de Londres, donde dirigió el centro de Investigación AHRB (Arts and Humanities Research Board) de Historia y Análisis de la Música Grabada (CHARM, en sus siglas inglesas).
En 2009 se convirtió en el profesor de música de la Universidad de Cambridge, donde fue miembro del colegio Darwin. 
Nicholas Cook ha escrito a lo largo de su trayectoria varios libros, uno de los más conocidos (aunque no sea el más significativo de su producción), es De Madonna al canto gregoriano, un libro que escribió en 1998, y está traducido a once idiomas. Es muy difícil hablar de música, de música propiamente, porque las palabras tienen muchos matices, significan algo más, algo menos, y por eso este libro habla de la forma de “pensar la música” y no de música. 
Cook examina la música de forma global, la cultura musical, la producción musical, el consumo musical, y no se fija solo en lo que conocemos como música clásica. Una de sus ideas principales es la autenticidad de la música, entendida en un sentido amplio, aunque concreta que la autenticidad de la música antigua es imposible ya que la manera de tocar ha cambiado muchísimo, esto significa, que la autenticidad en otros tipos de música, según Cook, puede ser posible. El movimiento por la autenticidad ha traído nuevas formas de tocar, y nuevos enfoques, generando creatividad y difundiendo la idea de que las cosas no tienen por qué ser de una sola manera, sino que existen alternativas (la nueva forma de tocar instrumentos antiguos provoca cambios en la forma de tocar instrumentos modernos).

## Obras
- COOK, Nicholas coeditado con Eric Clark: Empirical Musicology: Aims, Methods, Prospects (en inglés), Oxford, Oxford University Press, 2004.
- COOK, Nicholas coeditado con Mark Everist: Rethinking Music (en inglés),  Oxford, Oxford University Press, 1999.
- COOK, Nicholas: Music: A Very Short Introduction (en inglés), Oxford, Oxford University Press, 1998. [De Madonna al canto gregoriano].
- COOK, Nicholas: Analysing Musical Multimedia (en inglés), Oxford, Clarendon Press, 1998.
- COOK, Nicholas: A Guide to Musical Analysis (en inglés), Oxford, Oxford University Press, 1987